# Чжай Ляо
Чжай Ляо (кит. трад. 翟遼, упр. 翟辽, пиньинь Zhái Liáo, ?—391) — динлин, правитель государства Ранняя Вэй.

## Биография
В 383 году динлины присоединился к восстанию сяньбийцев против Ранней Цинь, но когда сяньбийцы не смогли добиться быстрых успехов — изменили им. К концу 384 года основные силы динлинов были разбиты сяньбийцами, и в 385 году многие динлины покорились созданному сяньбийцами государству Ранняя Янь.
Чжай Ляо, участвовавший в боях против сяньбийцев, смог избежать резни, и бежал на юг, в принадлежавший империи Цзинь Лиян, где был хорошо принят губернатором Лиянского округа Тэн Тяньчжи. Воспользовавшись тем, что Тэн не обращал внимания на армейские нужды, Чжай Ляо наладил хорошие отношения с местными военными, и в 386 году захватил Лиян для себя. В последующие пару лет он пытался нападать на цзиньские земли, и вошёл в союз с Мужун Юном из Западной Янь. В 387 году Чжай Ляо был атакован Мужун Чуем, и был вынужден признать себя вассалом Поздней Янь, получив за это титул «Хэнаньского гуна» (河南公).
В 388 году Чжай Ляо провозгласил независимость от Поздней Янь, и объявил себя «Вэйским небесным князем» (魏天王), сделав своей столицей Хуатай. В 389 году он захватил цзиньский округ Синъян, однако в 390 году цзиньскими войсками был взят Цзюаньчэн. В 391 году Чжай Ляо скончался, и ему наследовал его сын Чжай Чжао.